# Кусогора
Кусогора (рос. Кусогора) — присілок в Пінезькому районі Архангельської області Російської Федерації.
Населення становить 33 особи. Входить до складу муніципального утворення Пиринемське муніципальне утворення.

## Історія
Від 1937 року належить до Архангельської області.
Орган місцевого самоврядування від 2004 року — Пиринемське муніципальне утворення.

## Населення
| 2002 | 2010 | 2012 |
| ---- | ---- | ---- |
| 31   | ↗32  | ↗33  |